# نشان صلیب جنوبی
نشان صلیب جنوبی (انگلیسی: Order of the Southern Cross) یک نشان افتخار است که در برزیل در سال ۱۸۲۲ بنیان‌گذاری شد.